# Rio das Pedras (vattendrag i Brasilien, Paraná, lat -25,45, long -51,45)
Rio das Pedras är ett vattendrag i Brasilien.   Det ligger i delstaten Paraná, i den södra delen av landet, 1 100 km söder om huvudstaden Brasília.
I omgivningarna runt Rio das Pedras växer i huvudsak städsegrön lövskog. Runt Rio das Pedras är det mycket glesbefolkat, med 6 invånare per kvadratkilometer.